# Čehoslovačka nogometna reprezentacija
Čehoslovačka nogometna reprezentacija je predstavljala državu Češku i Slovačku (Čehoslovačku, ČSSR) u međunarodnom muškom nogometu.